# Famille Gaillard de Saint Germain
La famille Gaillard de Saint Germain est une famille subsistante de la noblesse française originaire de Fougères en Bretagne, anoblie en 1740 par la charge de conseiller secrétaire du roi maison couronne de France.  

## Histoire
Gustave Chaix d'Est-Ange écrit dans les années 1920 que la famille est « honorablement connue depuis deux siècles en Beauvaisis et en Haute-Normandie ».
Etablie à Saint Malo puis à Rouen, elle s'établit dans le Beauvaisis et à Paris à la fin du XVIIIe siècle. 
La famille est membre de l'Association d'entraide de la noblesse française, depuis le 16 décembre 1950, et du Jockey Club de Paris, depuis le 6 octobre 2021.
Aujourd'hui, la famille subsiste toujours en France, notamment à Paris, en Normandie, en Anjou et en Alsace.

## Personnalités
- Marie Clément Gaillard de Saint Germain (1806-1873), conseiller d'arrondissement de Beauvais (1848-1852) puis conseiller général de l'Oise pour le canton d'Auneuil (1852-1864)
- Raoul Gaillard de Saint Germain (1839-1914), général de brigade.
- Henri Gaillard de Saint Germain (1878-1951), escrimeur français, médaille d'argent au sabre lors des jeux olympiques d'été de 1920 à Anvers.
- Benoît Gaillard de Saint-Germain (1963), ancien membre de l'Armée de terre, et actuellement Directeur des Ressources Humaines à la Mutualité Française Alsace.

## Armes
La famille Gaillard de Saint Germain blasonne : d'or au chevron d'azur chargé de cinq besants d'argent et accompagné de trois hêtres arrachés de sinople.

## Possessions
La Famille Gaillard de Saint-Germain possède dans sa branche en Normandie, le Manoir de Chedeville situé à Sommervieu, dans le Bessin, non loin de Bayeux, dans le Calvados.

## Alliances
Les principales alliances de la famille Gaillard de Saint Germain sont: du Verger (1701), Le Couteulx (1740), Vieillard (1775), Therresse (1805), Langlet (1833), de Cray (1839), du Bosc de Vitermont (1842), Georges de Lemud (1855), Verger (1868), de Fallois (1872), de Bonnières de Wierre (1924), Hurault de Vibraye (1934), Richard de Soultrait (1956), de Roquefeuil (1971), de Gaulle (1975), de Bengy des Porches (1981), de Rarécourt de La Vallée de Pimodan (2004), de Vasselot (2017), de Ponthon (2023).